# Las Vegas Grand Prix
Las Vegas Grand Prix är ett Formel 1 Grand Prix som har funnits i race-kalendern från och med 2023. Loppet äger rum i Paradise, Nevada nära Las Vegas, vid Las Vegas Strip.

## Historia
Innan Las Vegas Grand Prix var den senaste gången ett Formel 1-lopp arrangerades i Las Vegas 1982 vid Caesars Palace Grand Prix. Återkomsten av Las Vegas Grand Prix skall ägde rum i november 2023, runt Las Vegas Strip. Det är det tredje Formel 1-loppet i USA från och med 2023, efter Miamis Grand Prix och USA:s Grand Prix.

## Banan
Banan är en 6,12 km lång stadsbana med 14 kurvor och en 1,92 km lång raksträcka. Banan körs moturs och startar på en nedlagd parkering.

## Segrare
| År   | Bana                    | Förare         | Konstruktör |
| ---- | ----------------------- | -------------- | ----------- |
| 2024 | Las Vegas Strip Circuit | George Russell | Mercedes    |
| 2023 | Las Vegas Strip Circuit | Max Verstappen | Red Bull    |